# Michel Boisrond
Michel Boisrond (Châteauneuf-en-Thymerais, 9 oktober 1921 - La Celle-Saint-Cloud, 10 november 2002) was een Frans filmregisseur en scenarioschrijver die voornamelijk (romantische) komedies en tragikomedies  realiseerde.

## Leven en werk

### Eerste stappen in de filmwereld
Aan het einde van de jaren veertig maakte Boisrond zijn debuut in de filmwereld als regieassistent. Hij deed de nodige ervaring op onder René Clair (die hij drie keer assisteerde) en enkele andere oude rotten in het vak zoals Henry King, Anatole Litvak, Abel Gance en Jean Anouilh. 

### Debuut als regisseur met Brigitte Bardot
Boisrond debuteerde in 1956 met de komedie Cette sacrée gamine waarin de prille Brigitte Bardot de titelrol vertolkte van de verleidelijke jonge vrouw die een verwoestende charme uitoefent op wie haar pad kruist. Dit debuut was meteen zijn belangrijkste commercieel succes en wordt beschouwd als zijn beste film.

### 1957-1961: bevestiging van het succes
Boisrond deed nog drie keer een beroep op de charmes en het talent van Bardot: hij koppelde haar aan de aantrekkelijke jeune premier Henri Vidal die haar love intrest werd in Une Parisienne (1957). Ook deze komedie oogstte heel wat succes. Daardoor gesterkt besloot Boisrond de tandem Bardot-Vidal opnieuw te casten, ditmaal in een drama: Voulez-vous danser avec moi? (1959), opnieuw een succes. In Les Amours célèbres (1961) gaf Bardot in de episode Agnès Bernauer gestalte aan de titelrol van een beeldmooie niet-adellijke vrouw die in het geheim trouwde met Albrecht III van Beieren en daarom werd verdronken door diens vader. Deze komische anthologiefilm genoot redelijk wat bijval.

### 1959: twee films met een andere debutant, Alain Delon
Ondertussen, in 1959, draaide Boisrond ook twee films met een andere jonge acteur: Alain Delon. In de komedie Faibles Femmes betwisten enkele jonge vrouwen zijn liefde en in Le Chemin des écoliers begeeft de vroegrijpe Delon zich tijdens de Tweede Wereldoorlog op de zwarte markt om zijn oudere minnares te kunnen onderhouden. Boisrond kon een uitstekende cast voorleggen: Françoise Arnoul als Delons minnares, Bourvil als zijn vader, Jean-Claude Brialy als zijn vriend en Lino Ventura als diens vader. Deze tragikomedie, gebaseerd op de gelijknamige bekende roman van Marcel Aymé, werd fel gewaardeerd.

### 1962-1975: latere filmcarrière
Het tweede deel van zijn carrière duurde langer maar telde maar evenveel films als het kortere eerste deel.
Boisrond behaalde nog enkele bescheiden successen met komedies die lokkende titels hadden als Comment réussir en amour (1962), Cherchez l'idole (1964) of nog On est toujours trop bon avec les femmes (1971). 
Met de regie van de spionagefilm Atout cœur à Tokyo pour OSS 117 (1966) sloot Boisrond zich aan bij de succesrijke verfilmingen van de avonturen van OSS 117, een populaire Franse reeks van spionageromans én de naam van de geheime agent.
In 1975 rondde Boisrond zijn filmcarrière af met de pikante komedie Catherine et Cie. Daarin richt titelrolvertolkster Jane Birkin als aanvankelijk in de liefde ontgoochelde knappe jonge Britse in Parijs haar eigen onderneming op waarbij ze aandelen in zichzelf, haar lichaam voorop, aanbiedt aan een aantal begerige mannen. Ondanks het prikkelende onderwerp en de prestigieuze mannelijke cast (Patrick Dewaere, Jean-Claude Brialy, Jean-Pierre Aumont...) werd de film nauwelijks opgemerkt.

### Televisie
Na zijn afscheid van de filmwereld werkte Boisrond nog een kleine twintig jaar voor de televisie. Hij schreef onder meer vijf miniseries op zijn naam.

### Privéleven
Boisrond was eerst gehuwd met Francine Bernard die hem een dochter en twee zonen schonk. Daarna hertrouwde hij met de Belgische scenarioschrijfster Annette Wademant die met hem het scenario voor twaalf van zijn films schreef. Ze kregen een zoon en een dochter.
Gedurende tien jaar was Boisrond ook de levensgezel van Marie-Christine Barrault.
Boisrond overleed in 2002 op 81-jarige leeftijd

## Filmografie

### Regieassistent
- 1948 - Ruy Blas (Pierre Billon)
- 1949 - Jo la Romance (Gilles Grangier)
- 1950 - La Beauté du diable (René Clair)
- 1951 - Deux Sous de violettes (Jean Anouilh)
- 1952 - Les Belles de nuit (René Clair)
- 1952 - The Snows of Kilimanjaro (Henry King)
- 1953 - Un caprice de Caroline chérie (Jean Devaivre)
- 1953 - Un acte d'amour (Anatole Litvak)
- 1955 - Les Grandes Manœuvres (René Clair)
- 1955 - Interdit de séjour (Maurice de Canonge)
- 1955 - La Tour de Nesle (Abel Gance)
- 1955 - Escale à Orly (Jean Dréville)

### Regisseur
- 1956 - Cette sacrée gamine
- 1956 - C'est arrivé à Aden
- 1956 - Lorsque l'enfant paraît
- 1957 - Une Parisienne
- 1959 - Faibles Femmes
- 1959 - Le Chemin des écoliers
- 1959 - Voulez-vous danser avec moi?
- 1960 - La Française et l'Amour (episode La Virginité van de anthologiefilm)
- 1961 - Un soir sur la plage
- 1961 - Les Amours célèbres (anthologiefilm)
- 1962 - Les Parisiennes (episode Antonia van de anthologiefilm)
- 1962 - Comment réussir en amour
- 1964 - Comment trouvez-vous ma sœur?
- 1964 - Cherchez l'idole
- 1964 - Comment épouser un premier ministre
- 1966 - Atout cœur à Tokyo pour OSS 117
- 1967 - L'Homme qui valait des milliards
- 1968 - La Leçon particulière
- 1970 - Du soleil plein les yeux
- 1971 - On est toujours trop bon avec les femmes
- 1972 - Le Petit Poucet
- 1974 - Dis-moi que tu m'aimes
- 1975 - Catherine et Cie

- Biblioteca Nacional de España: XX1540403
- Bibliothèque nationale de France: cb13891640z (data)
- Catàleg d'autoritats de noms i títols de Catalunya: 981058509705706706
- Gemeinsame Normdatei: 141286598
- International Standard Name Identifier: 0000 0001 1029 5437
- Library of Congress Control Number: nr00021782
- Nationale Bibliotheek van Tsjechië: xx0155755
- Nederlandse Thesaurus van Auteursnamen: 111793173
- SNAC: w63k6w6b
- Système universitaire de documentation: 073936820
- Virtual International Authority File: 74036868
- WorldCat: E39PBJtmwydfmvRT4dbq7d6Myd